# Dio (Band)/Diskografie
Diese Diskografie ist eine Übersicht über die musikalischen Werke der US-amerikanischen Heavy-Metal-Band Dio. Den Schallplattenauszeichnungen zufolge hat sie bisher mehr als 4,3 Millionen Tonträger verkauft, davon alleine in ihrer Heimat über 4,1 Millionen. Ihre erfolgreichste Veröffentlichung ist das Studioalbum Holy Diver mit über zwei Millionen verkauften Einheiten.

## Alben

### Studioalben
| Jahr | Titel Musiklabel                     | Höchstplatzierung, Gesamtwochen, AuszeichnungChartplatzierungen (Jahr, Titel, Musiklabel, Platzierungen, Wochen, Auszeichnungen, Anmerkungen) | Höchstplatzierung, Gesamtwochen, AuszeichnungChartplatzierungen (Jahr, Titel, Musiklabel, Platzierungen, Wochen, Auszeichnungen, Anmerkungen) | Höchstplatzierung, Gesamtwochen, AuszeichnungChartplatzierungen (Jahr, Titel, Musiklabel, Platzierungen, Wochen, Auszeichnungen, Anmerkungen) | Höchstplatzierung, Gesamtwochen, AuszeichnungChartplatzierungen (Jahr, Titel, Musiklabel, Platzierungen, Wochen, Auszeichnungen, Anmerkungen) | Höchstplatzierung, Gesamtwochen, AuszeichnungChartplatzierungen (Jahr, Titel, Musiklabel, Platzierungen, Wochen, Auszeichnungen, Anmerkungen) | Anmerkungen                                               |
| Jahr | Titel Musiklabel                     | DE | AT | CH | UK | US | Anmerkungen                                               |
| ---- | ------------------------------------ | --- | --- | --- | --- | --- | --------------------------------------------------------- |
| 1983 | Holy Diver Warner Bros. Records      | DE52 (4 Wo.)DE | — | CH70 a (1 Wo.)CH | UK13 Silber · (15 Wo.)UK | US61 ×2Doppelplatin · (35 Wo.)US | Erstveröffentlichung: 25. Mai 1983 Verkäufe: + 2.060.000  |
| 1984 | The Last in Line Vertigo Records     | DE23 (12 Wo.)DE | — | — | UK4 Silber · (14 Wo.)UK | US23 Platin · (35 Wo.)US | Erstveröffentlichung: 13. Juli 1984 Verkäufe: + 1.060.000 |
| 1985 | Sacred Heart Vertigo Records         | DE12 (11 Wo.)DE | AT13 (4 Wo.)AT | CH14 (3 Wo.)CH | UK4 (6 Wo.)UK | US29 Gold · (29 Wo.)US | Erstveröffentlichung: 15. August 1985 Verkäufe: + 500.000 |
| 1987 | Dream Evil Vertigo Records           | DE12 (11 Wo.)DE | AT15 (8 Wo.)AT | CH13 (5 Wo.)CH | UK8 (5 Wo.)UK | US43 (11 Wo.)US | Erstveröffentlichung: 21. Juli 1987                       |
| 1990 | Lock Up the Wolves Vertigo Records   | DE16 (15 Wo.)DE | — | CH25 (4 Wo.)CH | UK28 (3 Wo.)UK | US61 (13 Wo.)US | Erstveröffentlichung: 15. Mai 1990                        |
| 1993 | Strange Highways Vertigo Records     | DE79 (5 Wo.)DE | — | — | — | US142 (2 Wo.)US | Erstveröffentlichung: 25. Oktober 1993                    |
| 1996 | Angry Machines SPV/Steamhammer       | DE44 b (1 Wo.)DE | — | — | — | — | Erstveröffentlichung: 15. Oktober 1996                    |
| 2000 | Magica Spitfire Records              | DE32 (4 Wo.)DE | — | CH73 c (1 Wo.)CH | — | — | Erstveröffentlichung: 21. März 2000                       |
| 2002 | Killing the Dragon Spitfire Records  | DE30 (5 Wo.)DE | AT70 (2 Wo.)AT | — | — | US199 (1 Wo.)US | Erstveröffentlichung: 21. Mai 2002                        |
| 2004 | Master of the Moon Sanctuary Records | DE43 (2 Wo.)DE | — | — | — | — | Erstveröffentlichung: 7. September 2004                   |

### Livealben
| Jahr | Titel Musiklabel                                               | Höchstplatzierung, Gesamtwochen, AuszeichnungChartplatzierungen (Jahr, Titel, Musiklabel, Platzierungen, Wochen, Auszeichnungen, Anmerkungen) | Höchstplatzierung, Gesamtwochen, AuszeichnungChartplatzierungen (Jahr, Titel, Musiklabel, Platzierungen, Wochen, Auszeichnungen, Anmerkungen) | Höchstplatzierung, Gesamtwochen, AuszeichnungChartplatzierungen (Jahr, Titel, Musiklabel, Platzierungen, Wochen, Auszeichnungen, Anmerkungen) | Höchstplatzierung, Gesamtwochen, AuszeichnungChartplatzierungen (Jahr, Titel, Musiklabel, Platzierungen, Wochen, Auszeichnungen, Anmerkungen) | Höchstplatzierung, Gesamtwochen, AuszeichnungChartplatzierungen (Jahr, Titel, Musiklabel, Platzierungen, Wochen, Auszeichnungen, Anmerkungen) | Anmerkungen                                                                     |
| Jahr | Titel Musiklabel                                               | DE | AT | CH | UK | US | Anmerkungen                                                                     |
| ---- | -------------------------------------------------------------- | --- | --- | --- | --- | --- | ------------------------------------------------------------------------------- |
| 1986 | Intermission Warner Bros. Records                              | DE63 (2 Wo.)DE | — | — | UK22 (5 Wo.)UK | US70 (16 Wo.)US | Erstveröffentlichung: Juni 1986                                                 |
| 2010 | Dio at Donington UK: Live 1983 & 1987 Niji Entertainment Group | DE87 (1 Wo.)DE | AT73 (1 Wo.)AT | — | — | US98 (1 Wo.)US | Erstveröffentlichung: 9. November 2010                                          |
| 2014 | Live in London, Hammersmith Apollo 1993 Eagle Rock             | DE60 (1 Wo.)DE | — | — | — | — | Erstveröffentlichung: 12. Mai 2014                                              |
| 2021 | Holy Diver: Live Eagle Rock                                    | DE19 (1 Wo.)DE | — | — | — | — | Erstveröffentlichung: 17. April 2006 Wiederveröffentlichung: 12. Februar 2021   |
| 2021 | Evil or Divine: Live in New York City Spitfire Records         | DE27 (1 Wo.)DE | — | — | — | — | Erstveröffentlichung: 22. Februar 2003 Wiederveröffentlichung: 12. Februar 2021 |

Weitere Livealben
- 1998: Inferno: Last in Live
- 2013: Finding the Sacred Heart – Live in Philly 1986

### Kompilationen
| Jahr | Titel Musiklabel                                   | Anmerkungen                                                           |
| ---- | -------------------------------------------------- | --------------------------------------------------------------------- |
| 1992 | Diamonds – The Best of Dio Vertigo Records         | Erstveröffentlichung: 30. März 1992                                   |
| 1997 | Anthology Connoisseur Records                      | Erstveröffentlichung: 1997                                            |
| 2000 | The Very Beast of Dio Warner Bros.                 | Erstveröffentlichung: 3. Oktober 2000, US: Gold · Verkäufe: + 500.000 |
| 2001 | Anthology: Volume Two Connoisseur Records          | Erstveröffentlichung: Februar 2001                                    |
| 2002 | Evil Collection: The Very Best Warner Bros.        | Erstveröffentlichung: 14. März 2002                                   |
| 2003 | Stand Up and Shout: The Dio Anthology Warner Bros. | Erstveröffentlichung: Mai 2003                                        |
| 2003 | The Collection Universal Records                   | Erstveröffentlichung: Oktober 2003, UK: Silber · Verkäufe: + 60.000   |
| 2005 | Metal Hits Rhino Entertainment                     | Erstveröffentlichung: 4. Oktober 2005                                 |
| 2011 | Mightier Than the Sword Sanctuary Records          | Erstveröffentlichung: 6. Juni 2011                                    |
| 2012 | The Very Beast of Dio Vol. 2 Niji Entertainment    | Erstveröffentlichung: 9. Oktober 2012                                 |
| 2013 | A Decade of Dio: 1983–1993 Rhino Entertainment     | Erstveröffentlichung: 22. Juli 2016                                   |

### EPs
- 1986: The Dio E.P.

## Singles
| Jahr | Titel Album                            | Höchstplatzierung, Gesamtwochen, AuszeichnungChartplatzierungen (Jahr, Titel, Album, Platzierungen, Wochen, Auszeichnungen, Anmerkungen) | Höchstplatzierung, Gesamtwochen, AuszeichnungChartplatzierungen (Jahr, Titel, Album, Platzierungen, Wochen, Auszeichnungen, Anmerkungen) | Höchstplatzierung, Gesamtwochen, AuszeichnungChartplatzierungen (Jahr, Titel, Album, Platzierungen, Wochen, Auszeichnungen, Anmerkungen) | Höchstplatzierung, Gesamtwochen, AuszeichnungChartplatzierungen (Jahr, Titel, Album, Platzierungen, Wochen, Auszeichnungen, Anmerkungen) | Höchstplatzierung, Gesamtwochen, AuszeichnungChartplatzierungen (Jahr, Titel, Album, Platzierungen, Wochen, Auszeichnungen, Anmerkungen) | Anmerkungen                            |
| Jahr | Titel Album                            | DE | AT | CH | UK | US | Anmerkungen                            |
| ---- | -------------------------------------- | --- | --- | --- | --- | --- | -------------------------------------- |
| 1983 | Holy Diver                             | — | — | — | UK72 (3 Wo.)UK | — | Erstveröffentlichung: August 1983      |
| 1983 | Rainbow in the Dark Holy Diver         | — | — | — | UK46 (3 Wo.)UK | — | Erstveröffentlichung: 21. Oktober 1983 |
| 1984 | We Rock The Last in Line               | — | — | — | UK42 (3 Wo.)UK | — | Erstveröffentlichung: 1984             |
| 1984 | Mystery The Last in Line               | — | — | — | UK34 (4 Wo.)UK | — | Erstveröffentlichung: 1984             |
| 1985 | Rock’n’Roll Children Sacred Heart      | — | — | — | UK26 (6 Wo.)UK | — | Erstveröffentlichung: Juli 1985        |
| 1985 | Hungry for Heaven Sacred Heart         | — | — | — | UK56 (3 Wo.)UK | — | Erstveröffentlichung: Oktober 1985     |
| 1987 | I Could Have Been a Dreamer Dream Evil | — | — | — | UK69 (2 Wo.)UK | — | Erstveröffentlichung: 1986             |
| 1990 | Hey Angel Lock Up the Wolves           | — | — | — | UK94 (1 Wo.)UK | — | Erstveröffentlichung: 1990             |

Weitere Singles
- 1984: The Last in Line
- 1985: King of Rock and Roll
- 1985: Like the Beat of a Heart
- 1986: Time to Burn
- 1987: All the Fools Sailer Away
- 1987: When a Woman Cries
- 1987: Night People
- 1989: Wild One
- 1990: Born on the Sun
- 1994: Jesus, Mary & The Holy Ghost
- 1994: Evilution
- 2010: Electra

## Videoalben
| Jahr | Titel Musiklabel                                             | Höchstplatzierung, Gesamtwochen, AuszeichnungChartplatzierungen (Jahr, Titel, Musiklabel, Platzierungen, Wochen, Auszeichnungen, Anmerkungen) | Höchstplatzierung, Gesamtwochen, AuszeichnungChartplatzierungen (Jahr, Titel, Musiklabel, Platzierungen, Wochen, Auszeichnungen, Anmerkungen) | Höchstplatzierung, Gesamtwochen, AuszeichnungChartplatzierungen (Jahr, Titel, Musiklabel, Platzierungen, Wochen, Auszeichnungen, Anmerkungen) | Höchstplatzierung, Gesamtwochen, AuszeichnungChartplatzierungen (Jahr, Titel, Musiklabel, Platzierungen, Wochen, Auszeichnungen, Anmerkungen) | Höchstplatzierung, Gesamtwochen, AuszeichnungChartplatzierungen (Jahr, Titel, Musiklabel, Platzierungen, Wochen, Auszeichnungen, Anmerkungen) | Anmerkungen                                           |
| Jahr | Titel Musiklabel                                             | DE | AT | CH | UK | US | Anmerkungen                                           |
| ---- | ------------------------------------------------------------ | --- | --- | --- | --- | --- | ----------------------------------------------------- |
| 1984 | Live in Concert Warner Music Video                           | — | — | — | — | — | Erstveröffentlichung: 1984                            |
| 1984 | A Special from the Spectrum Warner Music Video               | — | — | — | — | US— GoldUS | Erstveröffentlichung: 1984 Verkäufe: + 50.000         |
| 1986 | Sacred Heart „The Video“ Warner Music Video                  | — | — | — | — | — | Erstveröffentlichung: 1986                            |
| 1990 | Time Machine Spitfire Records                                | — | — | — | — | — | Erstveröffentlichung: 1990                            |
| 2000 | The Very Beast of Dio Warner Bros.                           | — | — | — | — | — | Erstveröffentlichung: 3. Oktober 2000                 |
| 2003 | Evil or Divine – Live in New York City Warner Bros.          | — | — | — | UK21 (2 Wo.)UK | US— GoldUS | Erstveröffentlichung: Mai 2003 Verkäufe: + 50.000     |
| 2005 | We Rock Warner Music Video                                   | — | — | — | — | — | Erstveröffentlichung: 3. Oktober 2005                 |
| 2006 | Holy Diver Live Eagle Records                                | — | — | — | UK21 (1 Wo.)UK | US— GoldUS | Erstveröffentlichung: 30. Mai 2006 Verkäufe: + 50.000 |
| 2013 | Finding the Sacred Heart – Live in Philly 1986 Eagle Records | — | — | — | UK6 (2 Wo.)UK | — | Erstveröffentlichung: 29. Mai 2013                    |
| 2014 | Live in London, Hammersmith Apollo 1993 Eagle Records        | — | — | — | UK2 (2 Wo.)UK | — | Erstveröffentlichung: 12. Mai 2014                    |

## Boxsets
| Jahr | Titel Musiklabel                                   | Anmerkungen                              |
| ---- | -------------------------------------------------- | ---------------------------------------- |
| 2023 | Dio – The Studio Albums: 1996–2004 Vertigo Records | Erstveröffentlichung: 22. September 2023 |

## Statistik

### Chartauswertung
|                     | DE     | AT    | CH    | UK    | US    |
| ------------------- | ------ | ----- | ----- | ----- | ----- |
| Nummer-eins-Alben   | DE—DE  | AT—AT | CH—CH | UK—UK | US—US |
| Top-10-Alben        | DE—DE  | AT—AT | CH—CH | UK3UK | US—US |
| Alben in den Charts | DE15DE | AT4AT | CH5CH | UK6UK | US9US |

|                       | DE    | AT    | CH    | UK    | US    |
| --------------------- | ----- | ----- | ----- | ----- | ----- |
| Nummer-eins-Singles   | DE—DE | AT—AT | CH—CH | UK—UK | US—US |
| Top-10-Singles        | DE—DE | AT—AT | CH—CH | UK—UK | US—US |
| Singles in den Charts | DE—DE | AT—AT | CH—CH | UK9UK | US—US |

|                          | DE    | AT    | CH    | UK    | US    |
| ------------------------ | ----- | ----- | ----- | ----- | ----- |
| Nummer-eins-Videoalben   | DE—DE | AT—AT | CH—CH | UK—UK | US—US |
| Top-10-Videoalben        | DE—DE | AT—AT | CH—CH | UK2UK | US—US |
| Videoalben in den Charts | DE—DE | AT—AT | CH—CH | UK4UK | US—US |

### Auszeichnungen für Musikverkäufe
Anmerkung: Auszeichnungen in Ländern aus den Charttabellen bzw. Chartboxen sind in ebendiesen zu finden.
| Land/RegionAuszeichnungen für Musikverkäufe (Land/Region, Auszeichnungen, Verkäufe, Quellen) | Silber     | Gold     | Platin     | Verkäufe  | Quellen   |
| -------------------------------------------------------------------------------------------- | ---------- | -------- | ---------- | --------- | --------- |
| Vereinigte Staaten (RIAA)                                                                    | —          | 5× Gold5 | 3× Platin3 | 4.150.000 | riaa.com  |
| Vereinigtes Königreich (BPI)                                                                 | 3× Silber3 | —        | —          | 180.000   | bpi.co.uk |
| Insgesamt                                                                                    | 3× Silber3 | 5× Gold5 | 3× Platin3 |           |           |